# سورن كوسك
سورن كوسك (بالدنماركية: Søren Kusk)‏ هو لاعب كرة قدم ومدرب كرة قدم دنماركي، ولد في 6 أبريل 1960 في Thisted ‏ في الدنمارك. لعب مع البورك بولدسبيلكلوب ‏.